# Ramanathapuram
Ramanathapuram este un oraș în India.